# Bühl (Baden)
Bühl (Baden) este un oraș din landul Baden-Württemberg, Germania.

## Economie
Bühl este cunoscut la nivel național pentru prunele sale („Bühler Zwetschgen”). Acestea sunt cultivate în zona înconjurătoare din Bühl și oferite pe piețele din zona înconjurătoare.
Istoria prunului Bühler datează din anul 1840, când a fost descoperit în curtea lui Matthäus Falk din Riegel. De la aceea dată, a început comercializarea și distribuția prunelor, ceea ce până în a doua jumătate a secolului al XX-lea era încă de mare importanță pentru economia lui Buhl. Prima piață a fructelor a avut loc la scurt timp după aceea pe strada principală, în special pentru vânzarea de prune.